# 폴리스 아카데미 4 - 시민 순찰대
《폴리스 아카데미 4 - 시민 순찰대》(Police Academy 4: Citizens On Patrol)는 미국에서 제작된 짐 드레이크 감독의 1987년 코미디 영화이다. 스티브 구텐버그 등이 주연으로 출연하였고 폴 마스랜스키 등이 제작에 참여하였다. 1987년 4월 3일 개봉되었으며 폴리스 아카데미 3 - 재훈련의 후속 작품이다.

## 출연

### 주연
- 스티브 구텐버그 - 캐리 마호니 경사 역
- 부바 스미스 - 모지스 하이타워 경사 역
- 마이클 윈슬로우 - 라벨 존스 경사 역
- 데이비드 그라프 - 유진 태클베리 경사 역
- 팀 카즈린스키
- 샤론 스톤
- 레슬리 이스터브룩 - 데비 캘라한 경위 역
- 마리온 램지 - 훅스 경사 역
- 랜스 킨시
- G.W. 베일리 - 세듀스 해리스 경감 역
- 조지 게인스 - 에릭 라사드 치안정감 역

### 조연
- 데릭 맥그레스
- 스콧 톰슨
- 빌리 버드
- 조지 R. 로버트슨 - 헨리 허스트 치안총감 역
- 브라이언 토치
- 브라이언 백커
- 데이빗 스페이드
- 탭 다커 - 토미 콩클리 생도 역
- 코린 보러
- 랜들 텍스 코브
- 마이클 맥마너스

## 기타
- 미술: 트레버 윌리엄스

## 한국어 더빙 성우진

### MBC (1993년 1월 1일)
- 이규연 - 라사드 (조지 게인스)
- 배한성 - 해리스 (G.W. 베일리)
- 이인성 - 마호니 (스티브 구텐버그)
- 박영화 - 존스 (마이클 윈슬로우)
- 한규희 - 허스트 (조지 R. 로버트슨)
- 이종혁 - 제드 (밥 골드웨이트)
- 김은영
- 나성균
- 김기현
- 탁재인
- 권혁수
- 김수희
- 오혜숙
- 윤소라
- 이우신
- 조향이
- 김강산
- 김동현
- 김영훈
- 손원일
- 정미연

### KBS (2000년 2월 4일)
- 홍성헌 - 마호니 (스티브 구텐버그)
- 노민 - 해리스 (G.W. 베일리)
- 김준 - 하이타워 (부바 스미스)
- 김현직 - 라싸드 (조지 게인스)
- 온영삼 - 커클랜드 아빠 (아서 바타니데스)
- 유동현 - 태클베리 (데이비드 그라프)
- 이연희 - 캘러한 (레슬리 이스터브룩)
- 김소형 - 존스 (마이클 윈슬로우)
- 김익태 - 스윗척 (팀 카즈린스키)
- 박은숙 - 훅스 (마리온 램지)
- 장호비 - 프록터 (랜스 킨시)
- 김혜미 - 로라 (코린 보러)
- 이재용 - 하우스 (탭 다커)
- 김우정 - 카일 (데이빗 스페이드)

## 사운드트랙
1. Rock the House - Darryl Duncan (5:29)
2. It's Time to Move - S.O.S. Band (3:19)
3. Dancin' Up a Storm - Stacy Lattisaw (3:29)
4. Let's Go to Heaven in My Car - Brian Wilson (3:30)
5. The High Flyers (Police Academy Theme - Montage) - Robert Folk (2:04)
6. Citizens on Patrol - Michael Winslow And The L.A. Dream Team (4:16)
7. Rescue Me - Family Dream (4:54)
8. I Like My Body - Chico DeBarge (3:56)
9. Winning Streak - Garry Glenn (3:12)
10. Shoot for the Top - Southern Pacific (2:46)